# Celgene
Celgene Corporation è una società biofarmaceutica americana, con sede centrale a Summit, nel New Jersey, e attività in diversi paesi. È completamente integrata: scopre, sviluppa e commercializza farmaci per il cancro e i disturbi infiammatori. Il prodotto principale dell'azienda è Revlimid (lenalidomide), in associazione con desametasone per il trattamento di pazienti affetti da mieloma multiplo.
La società è stata acquisita da Bristol-Myers Squibb nel 2019. È quotata al NASDAQ.

## Storia
Nel 1986 Celgene, originariamente un'unità della Celanese Corporation, è scorporata come società indipendente in seguito alla fusione della Celanese Corporation con la statunitense Hoechst Corporation.
Nell'agosto 2000 Celgene acquisisce Signal Pharmaceuticals, una società privata che ricerca e sviluppa prodotti farmaceutici che regolano i geni correlati alla malattia. Da allora Signal Pharmaceuticals, interamente controllata, opera come Celgene Research San Diego. Nel dicembre 2002 Celgene rileva Anthrogenesis, un'azienda privata di bioterapie del New Jersey che sta sviluppando la tecnologia per il recupero delle cellule staminali dai tessuti della placenta dopo il completamento di gravidanze a pieno termine. Da allora Anthrogenesis opera come Celgene Cellular Therapeutics.
Nel 2006 Celgene certifica la specializzazione McKesson, una farmacia specializzata, come uno dei gruppi selezionati di farmacie del programma RevAssist per lanciare lenalidomide (nome commerciale Revlimid). Come specialità medicinale, la lenalidomide richiede un trattamento speciale ed è quindi disponibile solo attraverso il programma RevAssist, una rete di distribuzione unica che impiega solo farmacie specializzate e certificate.
Nel marzo 2008 Celgene compra Pharmion Corporation per 2,9 miliardi di dollari. Nel dicembre 2009 acquisisce Gloucester Pharmaceuticals. Nel giugno 2010 rileva e incorpora Abraxis BioScience Inc. Nel gennaio 2012 rileva Avila Therapeutics, società privata di biotecnologie, per 350 milioni di dollari in contanti. Nel 2013 Celgene è, secondo Forbes Magazine, la società numero 2 con una capitalizzazione di 67 miliardi di dollari e un apprezzamento delle azioni del 107%.
Nel 2014 Celgene e OncoMed Pharmaceuticals stipulano un accordo di sviluppo terapeutico per le cellule staminali del cancro comprendente demcizumab e cinque altri prodotti biologici di OncoMed. Sempre nel 2014 viene firmato un altro accordo di collaborazione con Sutro Biopharma per scoprire e sviluppare anticorpi multispecifici nel campo dell'immunoglobulina. Nell'aprile 2015 Celgene inizia una collaborazione con Astrazeneca del valore di 450 milioni di dollari, studiando il loro farmaco antidoping di fase III MEDI4736. Sempre nello stesso mese Celgene rileva Quanticel per un massimo di 485 milioni di dollari finalizzato a migliorare la loro pipeline di farmaci antitumorali. Nel giugno 2015 Celgene annuncia di aver acquisito il portafoglio di Lyceras RORgamma per 105 milionidi dollari e di continuare a sviluppare il suo composto in piombo di fase I LYC-30937 per il trattamento della malattia infiammatoria intestinale. Nel luglio 2015 la società acquisisce Receptos per 7,2 miliardi di dollari per rafforzare il proprio settore immunologico.
Nel maggio 2016 Celgene avvia una partnership con Agios Pharmaceuticals, sviluppando terapie immuno-oncologiche metaboliche. In ottobre acquisisce EngMab AG per 600 milioni di dollari.
Nel gennaio 2017 rileva Delinia per 775 milioni di dollari, aumentando così le offerte di terapia autoimmune della società.
Nel gennaio 2018 Celgene rileva dapprima Impact Biomedicines per 7 miliardi di dollari, aggiungendo così fedratinib, un inibitore della chinasi con potenziale trattamento della mielofibrosi e successivamente Juno Therapeutics per 9 miliardi di dollari.
Il 3 gennaio 2019 la società è acquisita da Bristol-Myers Squibb per un valore di 74 miliardi di dollari, parte in azioni (ultima seduta di BMS a 52,43 dollari) e parte cash (50 dollari per azione). Con la transazione, tra le più grandi nel settore farmaceutico, nasce un leader nei trattamenti contro il cancro e le malattie immunologiche. Gli azionisti Bristol-Myers Squibb avranno circa il 69% del capitale, quelli di Celgene circa il 31%.

## Struttura
La società conta tre centri di ricerca: due negli Stati Uniti (Summit in New Jersey e San Diego in California) e uno in Spagna a Siviglia (Celgene Institute of Translational Research Europe - CITRE).